# Lucas Da Cunha
Lucas Da Cunha né le 9 juin 2001 à Roanne en France, est un footballeur français qui évolue au poste de milieu offensif au Côme 1907.

## Biographie

### En club
Né à Roanne en France, Lucas Da Cunha passe par le Roannais Foot 42, club basé dans la Loire. Il est notamment recalé par l'Olympique lyonnais et l'AS Saint-Étienne. Une déception pour le jeune joueur et sa famille, supporters des Verts. Il est finalement repéré par le Stade rennais FC qu'il rejoint en 2016 à 15 ans et où il poursuit sa formation. Il signe son premier contrat professionnel à l'âge de 16 ans en décembre 2017. Avec les U17 du Stade rennais il devient notamment champion de France de la catégorie en 2017-2018. Le Borussia Dortmund s'intéresse aussi à lui en fin d'année 2018 mais il reste finalement à Rennes. Le 2 juin 2019, un an jour pour jour après le sacre de champion de France u17, il devient champion de France u19 avec notamment un triplé en finale des play offs à Andrezieux devant sa famille, une victoire 4-0 avec pourtant l’exclusion de son coéquipier Picouleau au bout de 25 minutes de jeu. 
Il fait sa première apparition en professionnel le 28 novembre 2019, à l'occasion d'une rencontre de Ligue Europa face au Celtic Glasgow. Il entre en jeu à la place de Rafik Guitane et son équipe s'incline par trois buts à un.  Da Cunha joue son premier match en Ligue 1 le 4 février 2020, contre le LOSC Lille. Il entre en jeu à la place de Flavien Tait lors de ce match perdu par les Rennais (1-0 score final). 
Il arrive à l'OGC Nice en 2020, et se voit prêté dans la foulée au FC Lausanne-Sport,. Il joue son premier match pour Lausanne le 3 octobre 2020, lors d'une rencontre de championnat face au FC Zurich. Il entre en jeu lors de cette partie qui se solde par la victoire des siens (4-0 score final). Il se fait remarquer en championnat face au FC Lucerne le 3 avril 2021 en inscrivant deux buts, permettant à son équipe de remporter le match (2-1) puis en ouvrant le score face au FC Vaduz le 18 avril (2-1 pour Lausanne). Alors qu'il est repositionné milieu offensif axial derrière deux attaquants, il est auteur de prestations remarquables qui lui valent d'être nommé joueur du mois d'avril par les supporters du club.
Il est de retour à l'OGC Nice à la fin de son prêt. Il commence la saison avec les Aiglons avant d'être prêté le 17 janvier 2022, lors du mercato hivernal, au Clermont Foot jusqu'à la fin de la saison.
Très peu utilisé à l'OGC Nice où il ne fait pas une seule apparition lors de la saison 2022-2023, Lucas Da Cunha rejoint l'Italie lors du mercato hivernal. Il signe en faveur du Côme 1907 le 16 janvier 2023, pour un contrat courant jusqu'en juin 2026.
Da Cunha inscrit son premier but pour le club le 1er avril 2023, face au Venezia FC, en championnat. Titulaire, il ouvre le score et délivre une passe décisive en plus de son but, mais ne peut empêcher la défaite de son équipe ce jour-là (3-2 score final).
Le 13 mai 2023, lors de la 37e journée de série B, il entre en jeu lors de la deuxième mi-temps face au Ternana et inscrit un but permettant la victoire de son équipe ainsi que le maintien en série B. 
Le 7 novembre 2024, Da Cunha marque son premier but en Serie A, face au Genoa CFC. Titulaire, il est auteur de l'ouverture du score pour son équipe sur un service de Nico Paz, mais les deux équipes se neutralisent finalement (1-1 score final).

### En équipe nationale
Lucas Da Cunha est sélectionné avec l'équipe de France des moins de 17 ans de 2017 à 2018. En dix matchs, il se fait remarquer en inscrivant trois buts, dès sa première apparition le 19 octobre contre le Kazakhstan où il délivre également une passe décisive (5-0 score final), puis en marquant le but vainqueur contre la Slovénie le 25 octobre suivant (1-2), et enfin lors de la victoire des jeunes français contre la Bosnie-Herzégovine le 21 mars 2018 (3-0).
Da Cunha joue également avec les moins de 19 ans. Avec cette sélection il joue trois matchs, tous en 2019.